# Hitomi Kawabata
Pour les articles homonymes, voir Kawabata.
 (juillet 2025).
Si vous disposez d'ouvrages ou d'articles de référence ou si vous connaissez des sites web de qualité traitant du thème abordé ici, merci de compléter l'article en donnant les références utiles à sa vérifiabilité et en les liant à la section « Notes et références ».
Hitomi Kawabata (川畑 瞳, Kawabata Hitomi), née le 1er mai 1996, est une joueuse de softball internationale japonaise évoluant au poste de joueuse de champ intérieur pour le club du Denso Bright Pegasus.
Après avoir terminée deux fois finalistes du Championnat du monde en 2016 et en 2018, elle remporte pour le retour du softball au programme des Jeux olympiques d'été, organisés à Tokyo en 2021, la médaille d'or avec l'équipe du pays hôte.

## Palmarès
- Jeux olympiques
  -  Médaille d'or aux Jeux olympiques d'été de 2020 à Tokyo
- Championnat du monde
  -  Médaille d'argent au Championnat du monde de 2016 à Surrey
  -  Médaille d'argent au Championnat du monde de 2018 à Chiba
- Jeux mondiaux
  -  Médaille d'argent aux Jeux mondiaux de 2022 à Birmingham
- Championnat d'Asie
  -  Médaille d'or au Championnat d'Asie de 2017 à Taichung
  -  Médaille d'or au Championnat d'Asie de 2019 à Jakarta
- Jeux asiatiques
  -  Médaille d'or aux Jeux asiatiques de 2018 à Jakarta